# WNT8B
WNT8B (англ. Wnt family member 8B) – білок, який кодується однойменним геном, розташованим у людей на короткому плечі 10-ї хромосоми. Довжина поліпептидного ланцюга білка становить 351 амінокислот, а молекулярна маса — 38 721.
| 10         |  | 20         |  | 30         |  | 40         |  | 50         |
| ---------- |  | ---------- |  | ---------- |  | ---------- |  | ---------- |
| MFLSKPSVYI |  | CLFTCVLQLS |  | HSWSVNNFLM |  | TGPKAYLIYS |  | SSVAAGAQSG |
| IEECKYQFAW |  | DRWNCPERAL |  | QLSSHGGLRS |  | ANRETAFVHA |  | ISSAGVMYTL |
| TRNCSLGDFD |  | NCGCDDSRNG |  | QLGGQGWLWG |  | GCSDNVGFGE |  | AISKQFVDAL |
| ETGQDARAAM |  | NLHNNEAGRK |  | AVKGTMKRTC |  | KCHGVSGSCT |  | TQTCWLQLPE |
| FREVGAHLKE |  | KYHAALKVDL |  | LQGAGNSAAG |  | RGAIADTFRS |  | ISTRELVHLE |
| DSPDYCLENK |  | TLGLLGTEGR |  | ECLRRGRALG |  | RWERRSCRRL |  | CGDCGLAVEE |
| RRAETVSSCN |  | CKFHWCCAVR |  | CEQCRRRVTK |  | YFCSRAERPR |  | GGAAHKPGRK |
| P          |  |            |  |            |  |            |  |            |

A: Аланін

C: Цистеїн

D: Аспарагінова кислота

E: Глутамінова кислота

F: Фенілаланін

G: Гліцин

H: Гістидин

I: Ізолейцин

K: Лізин

L: Лейцин

M: Метіонін

N: Аспарагін

P: Пролін

Q: Глутамін

R: Аргінін

S: Серин

T: Треонін

V: Валін

W: Триптофан

Кодований геном білок за функцією належить до білків розвитку. 
Задіяний у такому біологічному процесі, як сигнальний шлях Wnt. 
Локалізований у позаклітинному матриксі.
Також секретований назовні.